# Musée des Rangers
Le musée des Rangers est un ancien musée municipal consacré à la bataille de Normandie situé à Grandcamp-Maisy, département du Calvados, région Normandie.

## Histoire
Le musée est consacré au 2e bataillon de rangers qui a pris la pointe du Hoc
.
Le musée ouvre le 6 juin 1990.
Le musée ferme en 2015, « à l’étroit, pas suffisamment ludique et n’[ayant] pu se moderniser » selon le maire de l'époque.

## Collections
L'espace d'exposition mesurait 80 m2.
Le musée présentait des pièces appartenant à la commune de Cricqueville-en-Bessin ou à des particuliers.
Une partie des collections fait l'objet d'une exposition temporaire à Cricqueville-en-Bessin en 2019.